# Tufo (Itália)
Tufo é uma comuna italiana da região da Campania, província de Avellino, com cerca de 951 habitantes. Estende-se por uma área de 5 km², tendo uma densidade populacional de 190 hab/km². Faz fronteira com Altavilla Irpina, Petruro Irpino, Prata di Principato Ultra, Santa Paolina, Torrioni.

## Demografia
| Variação demográfica do município entre 1861 e 2011                               |
|                                                                                   |
| Fonte: Istituto Nazionale di Statistica (ISTAT) - Elaboração gráfica da Wikipedia |